# Сабас Алома, Марибланка
Марибланка Сабас Алома (исп. Mariblanca Sabas Alomá; 10 февраля 1901 — 19 июля 1983) — кубинская феминистка, журналистка, писательница и поэтесса. В своих произведениях отстаивала права женщин, особенно право голоса. Политическая активистка, она была первой женщиной в кубинском правительстве, став в 1949 году министром без портфеля в кабинетах при Рамоне Грау Сан-Мартине и Карлосе Прио Сокаррасе. За свои левые и феминистические взгляды получила прозвище «Красная феминистка» (Feminista Roja).

## Биография
Сабас Алома родилась в Сантьяго-де-Куба в 1901 году. Её родителями были Франсиско Сабас Кастильо и Белен Алома Сиарлос, участвовавшие в борьбе за независимость Кубы. В 1919 году, после смерти родитей, она перебралась в столицу для получения образования. Затем она училась в Гаванском университете, Колумбийском университете и Университете Пуэрто-Рико.
Свою журналистскую деятельность начала в 1918 году в родном городе, отправляя произведения в El Cubano Libre и Diario de Cuba. Её стихи выиграли две золотые медали в 1923 году на фестивале Цветочные игры (Juegos Florales) в Сантьяго-де-Куба.
Основательница Минористской группы, она также возглавляла Суфражистскую демократическую партию, сотрудничала в организации Первого национального женского конгресса 1923 года, дебатировала в публичных дискуссиях, вместе с Хулио Антонио Мельей участвовала в создании Народного университета им. Хосе Марти, входила в Антиимпериалистическую лигу, Антиклерикальную лиги, Движение ветеранов и патриотов, возглавляемое Рубеном Мартинесом Вильеной. Она была членом Клуба кубинских женщин — одной из самых престижных организаций такого рода.
Она основала журнал Astral (1922) и была редактором La Mujer, вела колонки в левых периодических изданиях Social и Carteles. После работы в нескольких газетах и журналах в период с 1924 по 1927 год она взяла перерыв в своей журналистской карьере, чтобы продолжить изучение искусства и литературы в Мексике, в Колумбийском университете и в Университете Пуэрто-Рико.
После возвращения в Гавану она регулярно писала в основном для Carteles (1927—1930 и 1938—1942), но также для El País, Excelsior (1938—1940), Avance (1940—1946) и El Mundo (1961—1968). Её художественные и публицистические произведения бичевали буржуазию и тяготы, которые та приносила трудящемуся большинству женщин. Она также протестовала против стереотипов о феминистках, защищала наготу, отвергала элитарность и выступала за радикальный пересмотр категорий мужественности и женственности. Вместе с тем, в 1928 году она написала серию гомофобных статей о женской гомосексуальности, назвав лесбиянство социальной болезнью.
Сабас Алома считается предтечей современного феминизма не только за свою практическую деятельность (она выступала за продвижение эмансипации женщин в школах, институтах и на рабочих местах), но и за её теоретическое обоснование, особенно в своей книге 1930 года «Феминизм» (Feminismo — Cuestiones Sociales — Critica Literarea), в которой она отстаивала тезис о том, что главным врагом женщины выступает она сама, поскольку воспроизводит мужское господство и исключение своего пола из общественной жизни.

Она участвовал в различных конференциях за рубежом, заводила знакомство и брала интервью с Габриэлой Мистраль, Индирой Ганди и Элеонорой Рузвельт. Некоторые из её авангардных стихов вошли в антологию «Поэзия на Кубе в 1936 году», вышедшей в следующем году с предисловием Хуана Рамона Хименеса.
«Считаю за честь быть задержанной за борьбу за благо моей страны. Тогда в тюрьме оказались одни из лучших людей, так что я была в хорошей компании» (1949)
В 1938 году при её участии в её доме на улице Нептуно в Гаване был основан Союз писателей и художников Кубы (UEAC) — предшественник нынешнего Союза писателей и художников Кубы (UNEAC). Она занимала должность казначея вновь созданной организации.
В 1940 году была депутатом Учредительного собрания. В конце 1948 года Марибланка Сабас была назначена министром — без портфеля — в правительственных кабинетах Рамона Грау Сан-Мартина и Карлоса Прио Сокарраса, занимая посты до государственного переворота 10 марта 1952 года. После захвата полноты власти диктатором Фульхенсио Батистой она выражала свою симпатию к революционному движению, за что её несколько раз задерживали, а некоторые СМИ прекратили её печатать.
В 1958 году вышла на пенсию. Она приветствовала победу Кубинской революции 1959 года и активно участвовала в последовавших социальных и политических преобразованиях: она была среди основателей Национально-революционных ополчений, Комитетов защиты революции и Федерации кубинских женщин. В 1961 году она была заместителем координатора Революционного фронта журналистики Гаваны, а в 1962 году в качестве делегата участвовала в создании UNEAC.
В 1950 году получила Большой крест ордена Карлоса Мануэля де Сеспедеса. В 1966 году отмечена журналистской премией от Профсоюзного центра трудящихся Кубы за лучшую работу о сборе сахара.